# Jagdfliegerführer Sizilien
Jagdfliegerführer Sizilien war ab dem 5. April 1943 die Bezeichnung einer Dienststellung bzw. einer Kommandobehörde auf Brigadeebene der deutschen Luftwaffe im Zweiten Weltkrieg. Ihre Hauptaufgabe war der Begleitschutz für deutsche Transportfliegerverbände und die Luftraumverteidigung gegen westalliierte Einflüge nach Süditalien.

## Geschichte
Die Kommandobehörde des Jagdfliegerführer Sizilien wurde am 5. April 1943 im italienischen Trapani-Milo aufgestellt. In dieser Zeit war Italien, seit dem 27. September 1940 über den Dreimächtepakt mit dem Deutschen Reich verbündet. Sie war nach der italienischen Mittelmeerinsel Sizilien benannt. Der Jagdfliegerführer Sizilien führte die Tagjagdverbände die auf Sizilien stationiert waren und nahm die Luftraumverteidigung in diesem Bereich wahr. Eine weitere Aufgabe war der Begleitschutz der Transportfliegerverbände des Lufttransportführers Mittelmeer bei ihrem Flug über das Mittelmeer nach Tunesien, wo zu dieser Zeit deutsche und italienische Truppen im Tunesienfeldzug gegen die Westalliierten kämpften. Die Kommandobehörde war dem II. Fliegerkorps der Luftflotte 2 unterstellt. Am 1. August 1943 wurde sie aufgelöst.

## Jagdfliegerführer
| Dienstgrad      | Name              | Datum                            |
| --------------- | ----------------- | -------------------------------- |
| Generalleutnant | Theodor Osterkamp | 5. April 1943 bis 15. Juni 1943  |
| Generalmajor    | Adolf Galland     | 15. Juni 1943 bis 31. Juli 1943  |
| Oberst          | Karl Vieck        | 31. Juli 1943 bis 1. August 1943 |